# Myiothlypis
Genre
Myiothlypis est un genre de passereaux de la famille des  Parulidés. Il se trouve à l'état naturel en Amérique du Sud.

## Liste des espèces
Selon la classification de référence du Congrès ornithologique international (version 14.2, 2024) :
- Myiothlypis basilica (Todd, 1913) — Paruline des Santa Marta
- Myiothlypis bivittata (d'Orbigny & Lafresnaye, 1837) — Paruline rubanée
- Myiothlypis chlorophrys (von Berlepsch, 1907) — Paruline du Choco
- Myiothlypis chrysogaster (Tschudi, 1844) — Paruline à ventre doré
- Myiothlypis cinereicollis (Sclater, PL, 1864) — Paruline à cou gris
- Myiothlypis conspicillata (Salvin & Godman, 1880) — Paruline à lores blancs
- Myiothlypis coronata (Tschudi, 1844) — Paruline à diadème
- Myiothlypis flaveola Baird, SF, 1865 — Paruline flavescente
- Myiothlypis fraseri (Sclater, PL, 1884) — Paruline de Fraser
- Myiothlypis fulvicauda (von Spix, 1825) — Paruline à croupion fauve
- Myiothlypis griseiceps (Sclater, PL & Salvin, 1868) — Paruline à tête grise
- Myiothlypis leucoblephara (Vieillot, 1817) — Paruline à paupières blanches
- Myiothlypis leucophrys (Pelzeln, 1868) — Paruline bridée
- Myiothlypis luteoviridis (Bonaparte, 1845) — Paruline citrine
- Myiothlypis nigrocristata (Lafresnaye, 1840) — Paruline à cimier noir
- Myiothlypis rivularis (zu Wied-Neuwied, 1821) — Paruline des rives
- Myiothlypis roraimae (Sharpe, 1885) — Paruline du Roraima
- Myiothlypis signata (von Berlepsch & Stolzmann, 1906) — Paruline à pattes pâles